# Alianza americana de museos

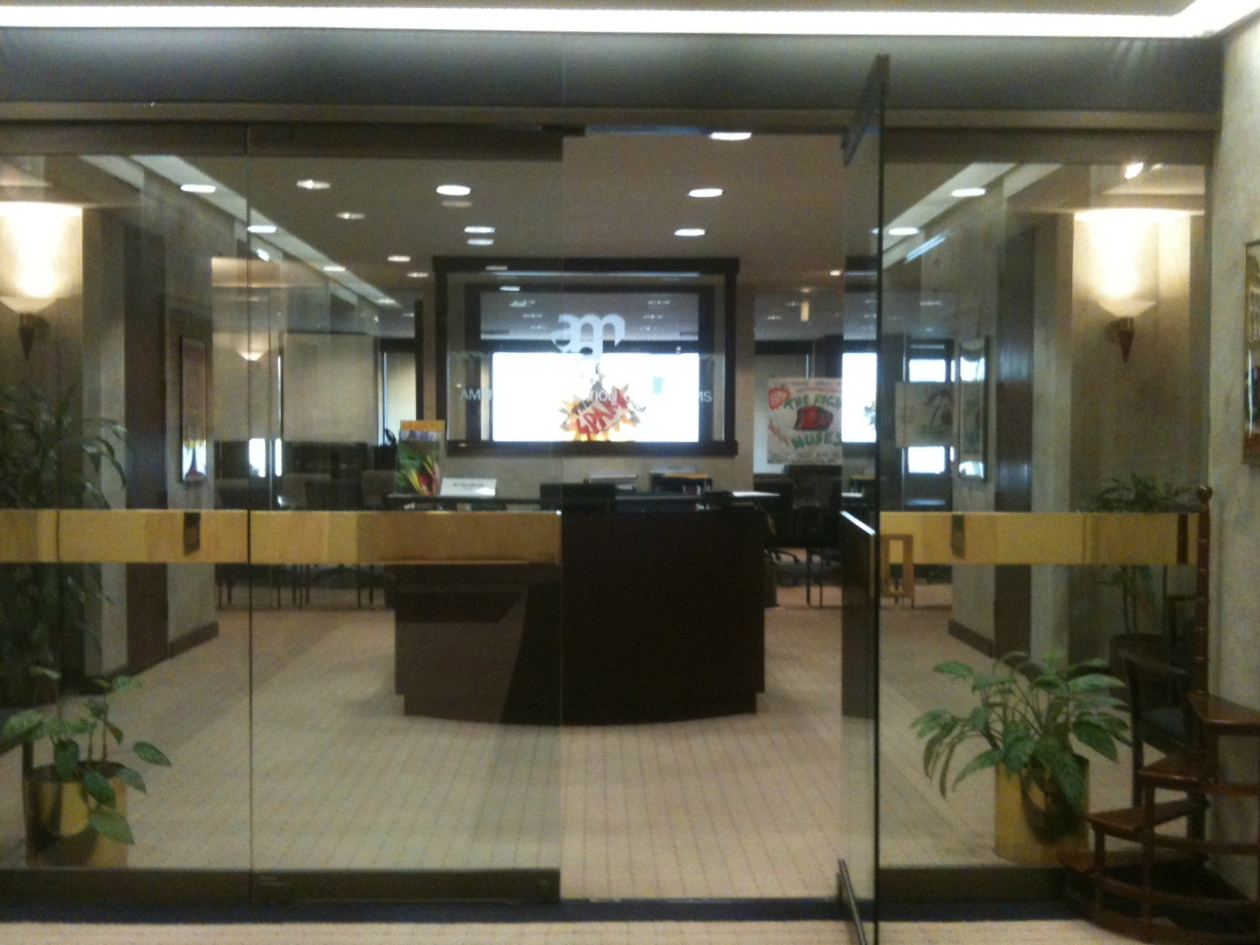
Alianza Americana de Museos (AAM).

La Alianza Americana de Museos (AAM), en inglés American Aliance of Museums, es una asociación sin fines de lucro que se ha encargado de reunir a los museos de Estados Unidos desde su fundación en el año de 1906, ayudando así a desarrollar estándares y mejorar prácticas, recopilando y compartiendo conocimientos y abogando por temas de interés para la comunidad del museística. 
La AAM está comprometida en asegurar que los museos permanezcan como parte vital del escenario cultural americano, conectando a la gente con los grandes logros de la humanidad, tanto del pasado, presente y futuro. La AAM es la única organización que representa a todos los campo de los museos; de profesionales y personal no remunerado que trabaja para y con los museos. Actualmente, la AAM representa a más de 2,500 profesionales y voluntarios de museos independientes, 4,000 instituciones y 150 miembros corporativos. Los miembros individuales ocupan varios puestos en los museos, incluidos directores, curadores, registradores, educadores, diseñadores de exhibiciones, funcionarios de relaciones públicas, funcionarios de desarrollo, gerentes de seguridad, síndicos y voluntarios. 
Cada tipo de museo está representado por los más de 4,000 miembros institucionales, incluidos museos de arte, historia, ciencia, militares, marítimos y para niños, así como acuarios públicos, zoológicos, jardines botánicos, arboretos, sitios históricos y centros de ciencia y tecnología. En 2014, el Instituto de Servicios de Museos y Bibliotecas anunció en la conferencia de la Alianza Americana de Museos que en ese entonces había al menos 35,000 museos en Estados Unidos.
Historia
El 21 de diciembre de 1905 se realizó una reunión informal en el Museo Nacional de Washington, con el propósito de discutir sobre el establecimiento de una asociación de los museos de América.
- 1906: Fundación

- 1911: Se publica el directorio de museos de América del Norte y Sur.
- 1923: Se establece la sede en Washington, D.C. (oficinas en la torre del Smithsonian)
- 1925: Se elige el código de ética para trabajadores de museos.
- 1925: La Corporación Carnegie entrega una subvención para la investigación sobre la fatiga en museos de $2500 dólares.
- 1961: Se publica el directorio de museos (4,600 instituciones)
- 1964: Se incluye a los museos en la ley Nacional de desarrollo de las Artes y la Cultura de los Estados Unidos.
- 1966: La Ley de museos Nacionales es aprobada.
- 1968: El informe Belmont recomienda el desarrollo del programa de acreditación para apoyar a los museos.
- 1969: Se crea el programa de acreditación por recomendación del comité presidido por Holman J. Swinney
- 1971: Se acreditan los primeros museos, El Museo Público de Grand Rapids y quince museos adicionales.
- 1976: Se aprueba una nueva constitución
- 1980: Se crea el programa de Evaluación de Museos por recomendación de un comité presidido por E.Alvin Gearhardt, el programa de evaluación de museos establece un acuerdo de cooperación con el instituto de Servicios de Museos, más tarde conocido como el Instituto de Servicios de Museos y Bibliotecas.
- 2003: Se lanza un portal de internet de procedencia de la era Nazi,  (NEPIP)
- 2006: Año del museo, 100 aniversario de la AAM.
- 2009: Se establece el primer plan estratégico Integral “The Spark”
- 2012: Se cambia el nombre a Alianza Americana de Museos.

Comité de Medios y Tecnología
Media y Tecnología (M & T) es una red profesional de la Alianza Americana de Museos (AAM), una organización líder de museos en los Estados Unidos. La red M&T es el enlace de la AAM entre los museos y los medios tecnológicos. Como tal, identifica, examina y aboga por los usos apropiados de las tecnologías de los medios para ayudar a los museos a satisfacer las necesidades de diversos públicos. La membresía es limitada a instituciones o individuos que son miembros de AAM. La misión de M&T es identificar, acceder y promover la variedad de usos de programas para medios y tecnologías en ayuda de los profesionales de los museos para satisfacer las necesidades de diversos públicos.
Presidentes
- Hermon Carey Bumpus (1906 – 07), director del Museo Americano de Historia Natural.

- William M.R French (1907 – 08), director del Instituto de Arte de Chicago.
- William Jacob Holland (1908 – 09), director de Museos Carnegie de Pittsburgh.
- Frederic A. Lucas (1909 – 1910), director del Museo Americano de Historia Natural.
- Frederick J.V Skiff (1910 – 11) director del Museo Field de Historia Natural.
- Edward S.  Morse (1911 -12) director del Museo Peabody de Arqueología y Etnología.
- Henry L. Ward (1912 -13) director del Museo Público de Milwaukee.
- Benjamin Ives Gilman (1913 – 14), secretario del Museo de Bellas Artes de Boston.
- Oliver C. Farrington (1914 – 16), curador del Museo Field de Historia Natural.
- Henry R. Howland (1916 – 18), director de la Asociación de Ciencias Naturales de Buffalo.
- Newton H. Carpenter (1918 – 19), secretario ejecutivo del Instituto de Arte de Chicago.
- Paul M. Rea (1919 – 21), director del Museo Charleston.
- Frederic Allen Whiting (1921 – 23), director del Museo de Arte de Cleveland.
- Chauncey J. Hamlin (1923 – 29), presidente de la Asociación de Ciencas Naturales de Buffalo y fundador de ICOM.
- Fiske Kimball (1929 – 32), director del Museo de Arte de Filadelfia
- Paul J. Sachs (1929 -36), director asociado del Museo de Fogg Art, Universidad de Harvard.
- Herbert E. Winlock (1936 – 38), director del Museo Metropolitano de Arte.
- Clark Wissler (1938 – 45), curador del Departamento de Antropología, Universidad de Yale.
- David E. Finley (1945 – 49), director de la Galería Nacional de Arte y presidente del Fideicomiso Nacional para la Preservación Histórica.
- George H. Edgell (1949 – 51), director del Museo de Bellas Artes de Boston.
- Albert E. Parr (1951 – 53), director del Museo Americano de Historia Natural.
- William m.Milliken (1953 – 57), director del Museo de Arte de Cleveland.
- Edward P. Alexander (1957 – 60), vicepresidente de interpretación en la Fundación Colonial Williamsburg.
- Froelich G. Rainey (1960 – 63), director del museo de Arqueología y Antropología de la Universidad de Pensilvania.
- Charles Van Ravenswaay (1963 – 66), director de la Asociación Histórica de Misuri.
- Charles Parkhurst (1966 – 68), director del Museo de Arte de Baltimore.
- William C. Steere (1968 – 70), presidente del Jardín botánico de Nueva York.
- James M. Brown lll (1970 – 72), director del Museo de Bellas Artes de Virginia.
- Chales E. Buckley (1972 -74), director del Museo de Arte de San Luis.
- Joseph M. Chamberlain (1974 – 75), director y presidente del Planetario Adler.
- Joseph Veach Noble (1975 – 78), director del Museo de la Ciudad de Nueva York.
- M. Kenneth Starr (1978 – 1980), director del Museo Público de Milwaukee.
- Craig Call Black, director del Museo Carnegie de Historia Natural.
- Dan Monroe, Director del Museo de Arte de Portland.
- Robert MacDonald (1985 – 1988), director del Museo de la Ciudad de Nueva York.
- W. Richard West (1998 – 2000), director del Museo Nacional de los Indios Americanos.
- Louis Casagrande (2002 – 2004), director del Museo de los Niños de Boston.
- Jeffrey Rudolph (2004 – 20069, director del Centro de Ciencias de California.
- Irene Hirano (2006 – 2008), director del Museo Nacional Japonés Americano.
- Carl R. Noid (2008 – 2010), presidente y jefe ejecutivo de La Nueva Inglaterra Histórica.
- Douglas G. Myers (2010 – 2012), director ejecutivo de la Alianza de Vida Silvestre del Zoológico de San Diego.
- Meme Omogbai (2012- 2014), jefe de operaciones del Museo Newark.
- Kaywin Feldman (2014 – 2016), director y presidente del Instituto de Artes de Minneapolis.
- Douglas Jones (2016 – 2018), director del Museo de Historia Natural de Florida.
- Kippen de Alba Chu (2018 – 2020), director ejecutivo del Palacio Lolani.
- Chevy Humphrey (2020 – 2022), presidente y CEO del Museo de Ciencia e Industria de Chicago.

Directores / Presidentes
- Charles R. Richards (1923–27), director of Cooper Union
- Laurence Vail Coleman (1927–58)
- Joseph Allen Patterson (1958–67)
- Kyran M. McGrath (1968–75)
- Richard McLanathan (1975–78)
- Lawrence L. Reger (1978–1986)
- Edward H. Able (1986–2006)
- Ford Watson Bell (2007–2015)
- Laura L. Lott (2015– )

- Datos: Q2842849
- Multimedia: American Association of Museums / Q2842849